# Биллингс, Джоэл
Джоэл Биллингс — американский продюсер и дизайнер компьютерных игр, основатель компании Strategic Simulations и её президент с 1979 по 1995 годы. 

## Биография
Джоэл Биллингс родился в 1958 году в семье профессора английской литературы Робберта Биллингса. Начал увлекаться варгеймами в 1965, когда отец познакомил его с игрой Tactics II от Avalon Hill. В средней школе Джоэл основал клуб любителей варгеймов, в котором игроки могли находить себе оппонентов для игры. 
С 1975 по 1979 годы учился в колледже Клермонт Маккена, где получил степень бакалавра по экономике. Его основной областью обучения была математическая экономика. Во время учёбы он много занимался моделированием экономических процессов на компьютере, и благодаря этому осознал перспективность компьютеров для создания варгеймов.
После окончания колледжа, Биллингс планировал поступить в бизнес-школу. Летом 1979 года он устроился на практику в Amdahl Corporation в кремниевой долине. В это время он проживал в Пало-Альто у своего дяди, который поддержал его идею оставить учёбу и создать собственную компанию по разработке компьютерных игр.
В 1979 году Биллингс нашёл по объявлению в хобби-магазинах двух программистов Джона Лайона и Эда Виллегера и основал Strategic Simulations. Первой игрой компании стала написанная Лайоном Computer Bismarck.
Вышедшая в 1982 году игра Pursuit of the Graf Spee стала первой игрой Биллингса, где он выступил в качестве дизайнера и программиста.
В 1994 году Strategic Simulations была куплена компанией Mindscape. В декабре он ушёл с поста президента и занял руководящую должность в Mindscape, но в конце 1996 года вернулся в Strategic Simulations в качестве продюсера и занялся продюсированием игр Steel Panthers 3 Гэри Григсби и Ardennes Offensive Роджера Китинга
В январе 2000 года Биллингс ушёл из Strategic Simulations и основал вместе с Гэри Григсби и Китом Брорсом компанию 2by3 Games.

## Личная жизнь
Джоэл Биллингс проживает вместе с женой в области залива Сан-Франциско. У них трое детей: сын Алекс и две дочери Мелани и Дженна.